# Cité de Carcassonne
Cité de Carcassonne (occitansk: Ciutat de Carcassona) er en middelalder befæstet by i den franske by Carcassonne i Aude i regionen Occitanie. Den ligger på en høj bakketop på den højre bred af floden Aude i den sydøstlige del af storbyen. Den befæstede middelalderby stammer fra den gallisk-romerske periode og er berømt for sin dobbelte bymur, der er næsten 3 km lang med 52 tårne. Byen inkluderer er slot, Chateau Comtel, og en katedral ved navn Église Saint-Nazaire de Carcassonne.
I 1849 gav den franske regering ordre til at bymurene skulle rives ned, hvilket indbyggerne i byen og området var kraftigt imod. Historikeren og arkæologen Prosper Mérimée var med til en kampagne mod beslutningen, og det endte med, at regeringen opgav at nedrive murene. I 1853 begyndte en omfattende renovering af murene under arkitekten Eugène Viollet-le-Duc.
I 1997 kom Cite de Carcassonne på UNESCOs verdensarvsliste.